# Формула на Кардано
Формула на Кардàно e формула за намиране корените на кубично уравнение от каноничен вид,
{\displaystyle y^{3}+py+q=0}
кръстена на италианския математик Джироламо Кардано. Решението му е съобщено от друг италиански математик – Николо Фонтана Тарталя, който по-късно претендира, че Кардано се е заклел да не го публикува и влиза в десетгодишен спор с него.
С помощта на тази формула може да бъде решено и всяко кубично уравнение от общ вид
{\displaystyle ax^{3}+bx^{2}+cx+d=0\,\,}{\displaystyle \,\,(a\neq 0)}
с коефициенти реални числа. Чрез помощно заместване
{\displaystyle x=y-{\frac {b}{3a}}}
се получава, че:
{\displaystyle a\left(y-{\frac {b}{3a}}\right)^{3}+b\left(y-{\frac {b}{3a}}\right)^{2}+c\left(y-{\frac {b}{3a}}\right)+d=0}
{\displaystyle ay^{3}-by^{2}+{\frac {b^{2}y}{3a}}-{\frac {b^{3}}{27a^{2}}}+by^{2}-{\frac {2b^{2}y}{3a}}+{\frac {b^{3}}{9a^{2}}}+cy-{\frac {bc}{3a}}+d=0}
{\displaystyle ay^{3}+\left(c-{\frac {b^{2}}{3a}}\right)y+\left(d+{\frac {2b^{3}}{27a^{2}}}-{\frac {bc}{3a}}\right)=0}
{\displaystyle y^{3}+{\frac {3ac-b^{2}}{3a^{2}}}y+{\frac {27a^{2}d+2b^{3}-9abc}{27a^{3}}}=0}
По този начин {\displaystyle p} и {\displaystyle q} получават стойности:
{\displaystyle p={\frac {3ac-b^{2}}{3a^{2}}}}
{\displaystyle q={\frac {27a^{2}d+2b^{3}-9abc}{27a^{3}}}}
Самата формула определя параметрите {\displaystyle Q} и {\displaystyle D} в следния вид:
{\displaystyle Q=\left({\frac {p}{3}}\right)^{3}+\left({\frac {q}{2}}\right)^{2}={\frac {p^{3}}{27}}+{\frac {q^{2}}{4}}={\frac {4p^{3}+27q^{2}}{108}}={\frac {-18\,abcd+4\,b^{3}d-b^{2}c^{2}+4\,ac^{3}+27\,a^{2}d^{2}}{108a^{4}}}=-{\frac {D}{108a^{4}}}}
{\displaystyle Q=-{\frac {D}{108a^{4}}}} играе ролята на дискриминанта в уравнението {\displaystyle y^{3}+py+q=0}, а 
{\displaystyle D=18\,abcd-4\,b^{3}d+b^{2}c^{2}-4\,ac^{3}-27\,a^{2}d^{2}} е дискриминантата на уравнението от общ вид {\displaystyle ax^{3}+bx^{2}+cx+d=0\,}. Знаменателят {\displaystyle 108a^{4}>0} за {\displaystyle a\neq 0}.
В зависимост от D (и респективно от Q) се определят какви ще бъдат корените на уравнението:
Ако {\displaystyle D>0} и {\displaystyle Q<0}, то уравнението има 3 различни реални корена.
Ако {\displaystyle D=0} и {\displaystyle Q=0}, то уравнението има 1 двукратен реален корен и още 1 реален корен. Възможно е да има и 1 трикратен реален корен, когато {\displaystyle p=q=0}, тоест {\displaystyle 3ac-b^{2}=2b^{3}-9abc+27a^{2}d=0}.
Ако {\displaystyle D<0} и {\displaystyle Q>0}, то уравнението има 1 реален корен и 2 комплексни.
Според формулата на Кардано,
{\displaystyle y_{1}=\alpha +\beta }
{\displaystyle y_{2}=-{\frac {\alpha +\beta }{2}}+{\frac {i{\sqrt {3}}(\alpha -\beta )}{2}}}
{\displaystyle y_{3}=-{\frac {\alpha +\beta }{2}}-{\frac {i{\sqrt {3}}(\alpha -\beta )}{2}}}
където е положeно
{\displaystyle \alpha ={\sqrt[{3}]{-{\frac {q}{2}}+{\sqrt {Q}}}}={\sqrt[{3}]{-{\frac {q}{2}}+{\sqrt {{\frac {p^{3}}{27}}+{\frac {q^{2}}{4}}}}}}}
{\displaystyle \beta ={\sqrt[{3}]{-{\frac {q}{2}}-{\sqrt {Q}}}}={\sqrt[{3}]{-{\frac {q}{2}}-{\sqrt {{\frac {p^{3}}{27}}+{\frac {q^{2}}{4}}}}}}}
Следователно:
{\displaystyle x_{1}=y_{1}-{\frac {b}{3a}}}
{\displaystyle x_{2}=y_{2}-{\frac {b}{3a}}}
{\displaystyle x_{3}=y_{3}-{\frac {b}{3a}}}